# Just a Kiss
«Just a Kiss» — первый сингл с третьего студийного альбома американской кантри-группы Lady Antebellum Own the Night. авторами песни являются члены группы и Даллас Дэвидсон.

## Информация о песне
В интервью для журнала Billboard, Чарльз Келли и Дэйв Хэйвуд заявили, что третий студийный альбом группы практически готов к выходу в свет, работа над альбомом потребовала много сил, но диск получился «действительно хорошим». 2 мая 2011 песня «Just a Kiss», ставшая первым синглом с альбома, вышла в радиоэфир и в продажу на цифровых носителях.
3 мая 2011 группа исполнила её на шоу American Idol. «Just a Kiss» представляет собой кантри-балладу в медленном темпе. Текст песни повествует о зарождающихся отношениях двух недавно познакомишихся людей.

## Список композиций
Digital download / CAN CD single
| №  | Название      | Длительность |
| -- | ------------- | ------------ |
| 1. | «Just a Kiss» | 3:14         |

US CD single
| №  | Название              | Длительность |
| -- | --------------------- | ------------ |
| 1. | «Just a Kiss»         | 3:14         |
| 2. | «Bottle Up Lightning» | 4:06         |

## Отзывы критиков
В рецензии AOL Radio говорится, что мелодия схожа с хитом группы «Need You Now». Roughstock дал 4 балла из 5 и отметил, что песня «подчёркивает все сильные стороны группы». Сайт Taste of Country поставил 7.5 баллов из 10,отметив необычную для творчества группы серьёзность и строгость песни в контрасте с её тематикой. About.com дал 3.5 балла из 5, сославшись на недостатки в тексте песни, однако охарактеризовал песню как ещё одну сильную балладу.

## Позиции в чартах
«Just a Kiss» дебютировала в чарте Billboard Hot Country Songs от 21 мая 2011 на 28 месте.
| Чарт (2011)                         | Лучший результат |
| ----------------------------------- | ---------------- |
| ARIA                                | 72               |
| Канада (Billboard Canadian Hot 100) | 13               |
| UK Singles Chart                    | 83               |
| США (Billboard Adult Contemporary)  | 19               |
| США (Billboard Adult Pop Airplay)   | 30               |
| США (Billboard Hot 100)             | 7                |
| США (Billboard Hot Country Songs)   | 1                |

## Хронология релизов
| Страна | Дата         | Формат               |
| ------ | ------------ | -------------------- |
| Канада | 3 мая, 2011  | цифровая дистрибуция |
| США    | 3 мая, 2011  | цифровая дистрибуция |
| США    | 3 мая, 2011  | радио                |
| Канада | 17 мая, 2011 | CD                   |
| США    | 17 мая, 2011 | CD                   |